# Rudolf Sperling (Kaufmann)

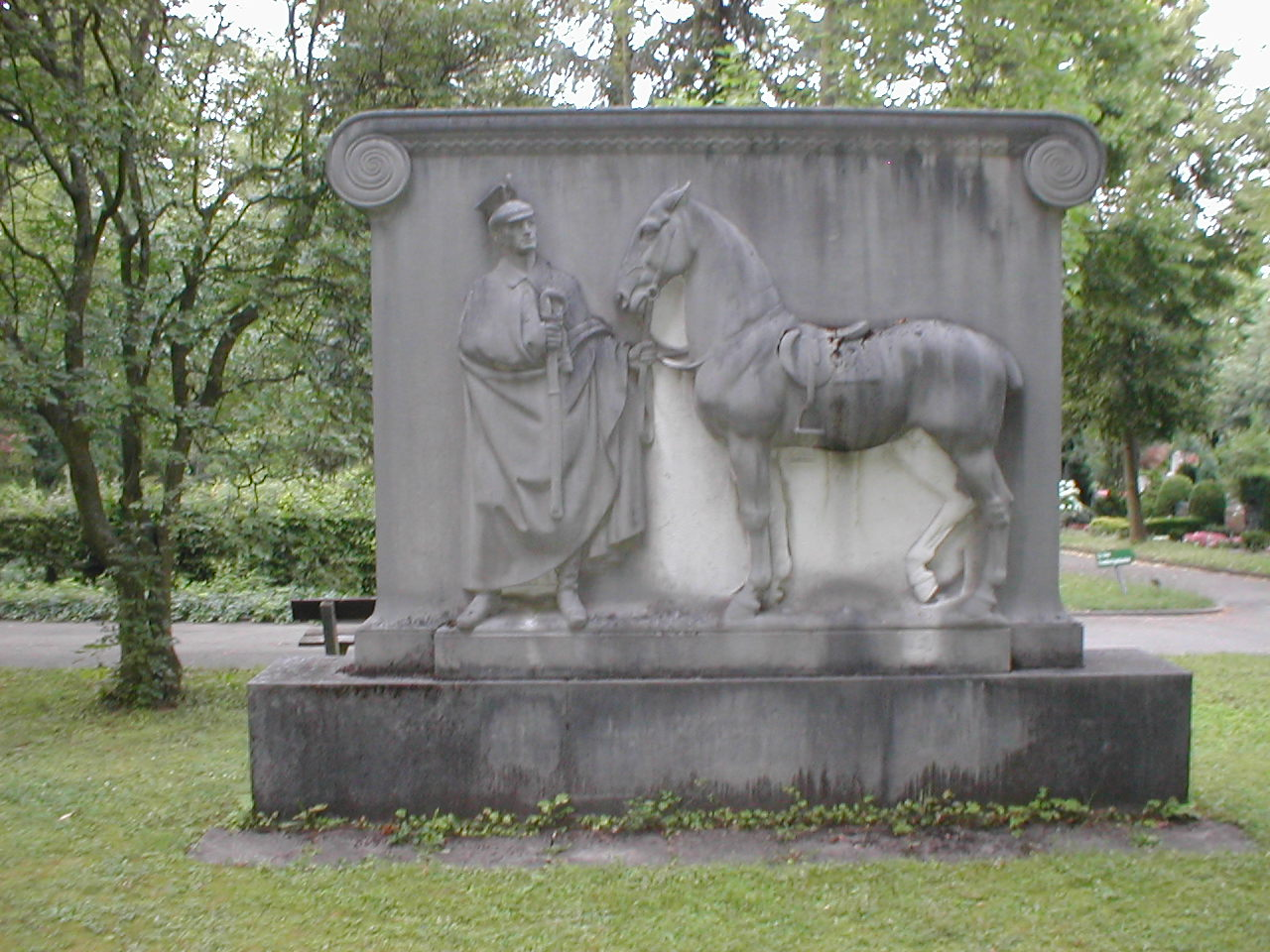
Sperling-Grabmal auf dem Heilbronner Hauptfriedhof

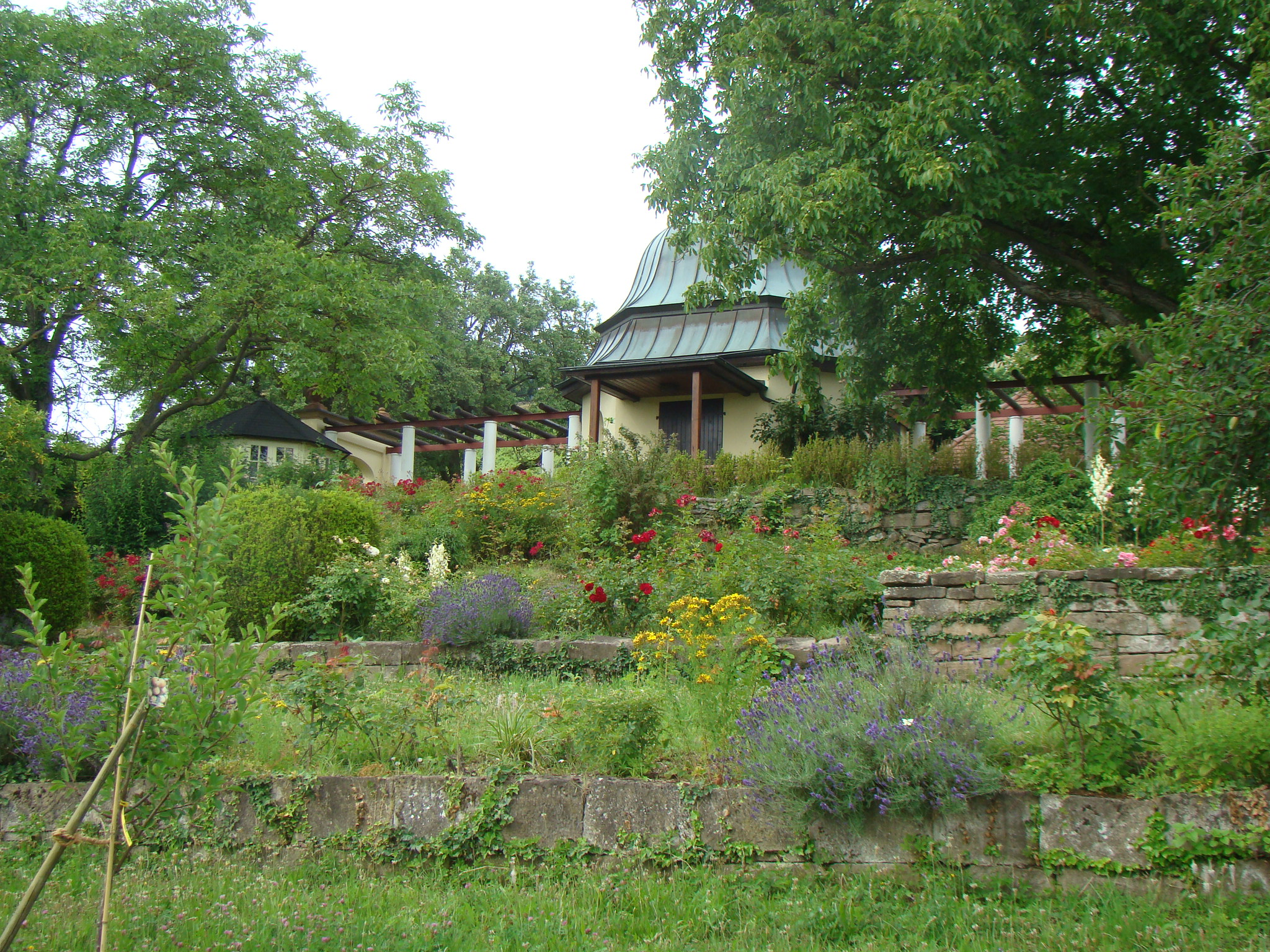
Seniorengarten, ehem. Sperlingscher Garten, in Heilbronn

Rudolf Sperling (* 29. Juli 1888 in Heilbronn; † 4. September 1914 in Saint-Dié-des-Vosges) war ein deutscher Kaufmann in Heilbronn. Sein Grabmal auf dem Heilbronner Hauptfriedhof und der für ihn 1911 angelegte Garten an der Wartbergsteige stehen unter Denkmalschutz.

## Leben
Er war der Sohn des gleichnamigen Holzhändlers Rudolf Sperling (1859–1925) und dessen Ehefrau Emma, einer Tochter des Heilbronner Kaufmanns Louis Link. Die Familie gehörte zur Heilbronner Oberschicht, die während der Gründerzeit überwiegend aus Kaufleuten und Unternehmern bestand, die häufig durch Heirat miteinander verwandt waren. Rudolf Sperling war aufgrund der Ehen der Schwestern seiner Mutter auch ein Neffe des Stadtarztes Alfred Schliz und des Silberwarenfabrikanten Peter Bruckmann. Er absolvierte das Heilbronner Karlsgymnasium und leistete danach 1907/1908 als Einjährig-Freiwilliger seinen Wehrdienst beim Ulanen-Regiment „König Wilhelm I.“ (2. Württembergisches) Nr. 20 in Ludwigsburg ab. Er studierte Chemie in Heidelberg, München und Berlin und promovierte zu Ende des Studiums.
1911 ließ er sich von Adolf Braunwald einen Garten am Fuß des Heilbronner Wartbergs anlegen.
Bei Beginn des Ersten Weltkriegs zog er als Freiwilliger in die Vogesen ins Feld. Briefe an seine Eltern vom 31. August und 3. September 1914 haben sich erhalten, am 4. September fiel er bei Saint-Dié.
Seine Leiche wurde am 8. September 1914 in Heilbronn kremiert und danach im Familiengrab Sperling auf dem Heilbronner Hauptfriedhof beigesetzt. Die Familie ließ bald darauf von dem Bildhauer Hermann Hahn ein kolossales Grabdenkmal gestalten, das Sperling in Ulanenuniform mit Pferd als Reliefplastik in Lebensgröße zeigt. Sein Gesicht wurde dabei nach einem Foto realistisch nachempfunden. Das Grabdenkmal wurde an einer neuen Grabstelle in Abt. 32 des Hauptfriedhofs aufgestellt, wohin seine Urne im Herbst 1917 umgebettet wurde.
Seinen Garten in Heilbronn erbte seine Cousine, die Krankenschwester und spätere Stadträtin Irmgard Link, die ihn 1975 der evangelischen Gesamtkirchengemeinde stiftete, die in der denkmalgeschützten Anlage inzwischen den Seniorengarten eingerichtet hat.